# Acquazzone (film)
Acquazzone (Zápor) è un film del 1961 diretto da András Kovács, qui al suo esordio nella regia.

## Produzione
Il film fu prodotto dalla Hunnia Filmstúdió.

## Distribuzione
Uscì nelle sale cinematografiche ungheresi il 19 gennaio 1961.